# Центр економічної стратегії
ГО «Центр економічної стратегії» (ЦЕС) — неурядовий український дослідницький центр з питань економічної політики, громадська організація.
Центр здійснює незалежний аналіз найбільш важливих аспектів державної політики, а також працює над посиленням громадської підтримки економічних реформ. Заснований у травні 2015 року.
ЦЕС визначає своє завдання, як підтримку реформ в Україні з метою досягнення стійкого економічного зростання.

## Історія організації
У травні 2015 року Томаш Фіала, генеральний директор інвестиційної компанії Dragon Capital, Іван Міклош, колишній віце-прем'єр-міністр та міністр фінансів Словацької Республіки, та Святослав Вакарчук, громадський діяч та музикант, вирішили заснувати Центр економічної стратегії.
Керівником ЦЕС став Гліб Вишлінський, який до цього тривалий час був заступником директора дослідницької компанії GfK Ukraine, а до переходу у 2003 році в GfK з 1997 року працював керівником проєктів, головним економістом, а потім заступником директора Міжнародного центру перспективних досліджень (МЦПД, Київ).

Засновники вирішили, що Центр економічної стратегії не буде підтримувати окремі політичні партії чи політичних лідерів.
«Нове покоління політиків як у Верховній Раді, так і в уряді прагне змінити традиційний процес формування державної політики в Україні — переорієнтувати його з інтересів великого капіталу на інтереси суспільства. Проте в них бракує спроможності до аналізу політики. Покращення якості державної політики поверне Україну на шлях економічного зростання та зробить країну привабливою для інвесторів», — коментував створення Центру економічної стратегії Томаш Фіала.

## Напрямки та принципи роботи
Центр економічної стратегії здійснює дільність на основі таких принципів:
- Економічна свобода (лібералізація, дерегуляція, приватизація)
- Вільна та чесна конкуренція
- Менша роль держави за підвищення її ефективності
- Інформаційна прозорість та свобода слова Верховенство права та захист приватної власності
- Здорові та стабільні державні фінанси
- Економіка, що створена на засадах знань

«Ми твердо стоїмо на принципах лібералізму, тобто мінімізації втручання держави в економіку. Держава має створювати тільки рівні умови і забезпечувати чесну конкуренцію», — директор ЦЕС Гліб Вишлінський.
З 2018 року робота Центру фокусується на досягненні впливу на державну політику за такими напрямками: макроекономічна стійкість, продуктивність праці та людський капітал.

## Вплив
З 2015 року експерти ЦЕС брали участь у розробці законопроєкту про валютну лібералізацію, а у 2016-му доклалися до скасування адміністративного збору у 2 % для операцій купівлі готівкової валюти.
У 2018 році уряд врахував рекомендації ЦЕС щодо основних підходів та переліку підприємств для передачі на приватизацію. Роком пізніше було скасовано законодавчо визначений перелік підприємств, заборонених до приватизації.
Напрацювання економістів щодо впровадження середньострокового бюджетного планування були реалізовані у січні 2020 року.
Після початку пандемії коронавірусу у 2020 році уряд взяв за основу модель адаптивного карантину, який ЦЕС розробивспільно з Українським центром охорони здоров'я (UHC).
З початком кампанії з вакцинації від коронавірусу ЦЕС спільно з UHC запропонували уряду «Адаптивний карантин 2.0» — модель карантину, яка не обмежувала активність вакцинованих осіб та бізнесу із вакцинованим персоналом. Уряд ухвалив відповідні зміни з пом'якшенням обмежень для вакцинованих.
У 2021 році ЦЕС підготував бачення економічної стратегії Донецької та Луганської областей і презентував їх на колегії Мінреінтеграції. У серпні, на основі цих напрацювань Кабмін схвалив Стратегію економічного розвитку Донеччини та Луганщини до 2030 року.
ЦЕС згадується серед тих аналітичних організацій, які мають найбільшу довіру серед урядовців та експертів, у дослідженні «Попит, пропозиція та вплив аналітичних продуктів у сфері публічної політики» від VoxPopuli Agency.

## Активність у медіа
Експерти ЦЕС регулярно коментують новини про економіку на найбільших телеканалах України та дописують для медіа.
Також Центр економічної стратегії регулярно випускає подкасти «Що з економікою?», де експерти обговорюють актуальні економічні теми. Подкасти виходять на стрімінгових платформах ЦЕС та у ефірі «Громадського радіо».
У активний період пандемії коронавірусу, команда ЦЕС готувала щотижневу email-розсилку «Трекер економічного відновлення». За допомогою 15 різних наборів даних (мобільність, споживання електроенергії, активність оплат у банках, бронювання авіаквитків тощо) трекер давав змогу відстежувати відновлення економіки України.
У період вакцинальної кампанії проти коронавірусу ЦЕС спільно з Українським центром охорони здоров'я проводив регулярні подкаст-шоу про головні новини на перетині економіки та пандемії («Пандемія та економіка з Вишлінським та Ковтонюком»).
У соціальних мережах експерти ЦЕС дописують на сторінки у Facebook, Twitter та Linkedin. Також активно розвивають канал у Telegram — «Що з економікою» та сайт організації.
Щороку ЦЕС проводить в середньому близько 20 відкритих подій з презентаціями аналітичних записок, публічними обговореннями або пресконференціями.

## Корпоративне управління
У ЦЕС реалізована прозора система корпоративного управління організацією.
Найвищим керівним органом ГО є загальні збори членів організації. До компетенції зборів входить, зокрема:
- визначення основних напрямків діяльності ГО;
- затвердження фінансового плану організації,
- фінансових звітів;
- обрання та зупинка повноважень членів Наглядової ради.

Членами ГО Центр економічної стратегії є:
- Ольга Балицька — голова практики нерухомості та інфраструктури PwC, адвокат, радник Київського міського голови з питань розвитку міста.

- Олена Білан — головний економіст Dragon Capital з 2009 року, до цього працювала економістом/аналітиком ринку облігацій у Dragon Capital.
- Андрій Бойцун — експерт з корпоративного управління держпідприємств та приватизації. Має понад 15 років досвіду наукових досліджень та аналізу політики.
- Павло Ілляшенко — економіст, має 15 років досвіду роботи у сфері фінансового та економічного аналізу.
- Дарія Михайлишина — студентка PhD програми з економіки Болонського університету, раніше працювала економісткою в ЦЕС, де займалася дослідженнями у сфері розвитку людського капіталу.
- Іван Міклош — віце-прем'єр-міністр та міністр фінансів Словацької Республіки (2002—2006 та 2010—2012 рр.), віце-прем'єр-міністр з економічних питань (1998—2002 рр.), міністр приватизації (1991—1992 рр.)
- Дмитро Романович — заступник директора KPMG в Україні, заступник міністра економіки України (2020).
- Роман Сульжик — незалежний член ради директорів ПриватБанку. У 2015—2016 роках очолював Наглядову раду «Національного депозитарію України».
- Томаш Фіала — генеральний директор інвестиційної компанії Dragon Capital, протягом 2010—2015 рр. обіймав посаду Президента Європейської бізнес-асоціації (EBA).

Управлінням організацією між загальними зборами займається Наглядова рада, яка зокрема, контролює виконання планів організації та призначає/звільняє виконавчого директора.
До Наглядової ради ЦЕС входять: Томаш Фіала (голова), Ольга Балицька, Олена Білан, Іван Міклош та Роман Сульжик.
ЦЕС щороку оприлюднює річні фінансові звіти, які можна побачити на сайті організації.